# Hadsten Kommune
Hadsten Kommune i Århus Amt blev dannet ved kommunalreformen i 1970. Ved strukturreformen i 2007 indgik den i Favrskov Kommune sammen med Hammel Kommune, Hinnerup Kommune, Hvorslev Kommune og de 3 sydligste sogne i Langå Kommune.

## Hadsten Samlingskommune
Allerede inden kommunalreformen foretog 4 sognekommuner en frivillig kommunesammenlægning omkring Hadsten:
| Kommune               | Folketal september 1965 | Byer                        |
| --------------------- | ----------------------- | --------------------------- |
| Nørre Galten-Vissing  | 3.393                   | Nørre Galten og Vissing     |
| Vitten-Haldum-Hadsten | 2.885                   | Vitten, Hinnerup og Hadsten |
| Ødum-Hadbjerg         | 1.355                   | Selling, Ødum og Hadbjerg   |
| Lyngå                 | 689                     | Lyngå                       |
| I alt                 | 8.322                   |                             |

I 1967 blev Haldum Sogn og Vitten Sogn med byerne Hinnerup og Vitten udskilt til den nye Hinnerup Kommune, der også blev dannet ved kommunalreformen i 1970.

## Hadsten Kommune
Ved selve kommunalreformen blev endnu en sognekommune føjet til Hadsten Kommune:
| Kommune    | Folketal 1. januar 1970 | Byer   |
| ---------- | ----------------------- | ------ |
| Hadsten    | 6.930                   |        |
| Voldum-Rud | 1.136                   | Voldum |
| I alt      | 8.066                   |        |

Hertil kom at Laurbjerg-Lerbjerg sognekommune med 1.082 indbyggere blev delt, så Lerbjerg Sogn kom til Hadsten Kommune, mens Laurbjerg Sogn kom til Langå Kommune.

## Sogne
Hadsten Kommune bestod af følgende sogne:
- Hadbjerg Sogn (Galten Herred)
- Hadsten Sogn (Sabro Herred)
- Lerbjerg Sogn (Galten Herred)
- Lyngå Sogn (Sabro Herred)
- Nørre Galten Sogn (Galten Herred)
- Rud Sogn (Galten Herred)
- Vissing Sogn (Galten Herred)
- Voldum Sogn (Galten Herred)
- Ødum Sogn (Galten Herred)

## Valgresultater
| 6 | 1 | 3 | 7 |

| 15 |

| 6 | 1 | 2 | 6 | 2 |

| 16 |

| 7 | 3 | 6 | 1 |

| 15 |

| 7 | 1 | 4 | 4 | 1 |

| 15 |

| 7 | 4 | 1 | 1 | 4 |

| 12 | 5 |

| 8 | 2 | 1 | 2 | 1 | 3 |

| 12 | 5 |

| 7 | 1 | 5 | 1 | 3 |

| 13 | 4 |

| 7 | 1 | 1 | 7 | 1 |

| 12 | 5 |

| 7 | 1 | 1 | 1 | 7 |

| 11 | 6 |

## Borgmestre[4]
| Navn                  | År        | Parti                       |
| --------------------- | --------- | --------------------------- |
| Henning Nielsen       | 1970-1982 | Venstre                     |
| Lau Leth Laursen      | 1982-1990 | Det Konservative Folkeparti |
| Carl Johan Rasmussen  | 1990-1994 | Socialdemokraterne          |
| Niels Pape            | 1994-1998 | Venstre                     |
| Anna-Grethe Dahl      | 1998-2002 | Socialdemokraterne          |
| Anders G. Christensen | 2002-2006 | Venstre                     |

## Strukturreformen
Efter at der 26. juni 2004 blev indgået et forlig mellem den daværende regering og Dansk Folkeparti, senere døbt Strukturreformen, begyndte det forberedende arbejde samt diskussioner om hvilke kommuner, Hadsten skulle lægges sammen med. Der blev i perioden luftet flere forslag, hvor idéen omkring en 3H-kommune (Hammel, Hadsten, Hinnerup) vandt frem. Det var primært i Hadsten og Hammel, de mest positive fortalere var, herunder daværende borgmester Anders G. Christensen fra Venstre). Tidligere borgmester Anna-Grethe Dahl (Socialdemokraterne) delte den socialdemokratiske byrådsgruppe i to − dem der var for en sammenlægning, og dem der ønskede at Hadsten forblev selvstændig. Anna-Grethe Dahl foreslog i denne sammenhæng, at Hadsten skulle indgå et forpligtende samarbejde med Aarhus Kommune, så kommunen kunne undgå en sammenlægning.
Flere andre politikere frygtede at én ny kommune uden ét naturligt centrum ville gøre mere skade end gavn. Ved afstemningen i august 2004 stemte 13 af de 17 medlemmer i byrådet for en sammenlægning, hvor Anna-Grethe Dahl som den eneste stemte imod forslaget. De øvrige 3 medlemmer af den socialdemokratiske gruppe undlod at stemme.
Efter vedtagelsen i byrådet arbejdede man frem mod en sammenlægning med Hinnerup og Hammel kommuner. Efter en folkeafstemning 19. april 2005 tiltrådte Hvorslev Kommune og de tre sydligste sogne i Langå Kommune også den nye kommune, der fik arbejdstitlen Frijsenborg Kommune. Efterfølgende blev der udskrevet en konkurrence om et nyt navn, efter at Indenrigsministeriet havde modtaget klager fra Frijsenborg Gods, der frygtede at navnet ville blive misbrugt. Lensgreve Bendt Wedell foreslog at man anvendte navnet Hadsten Kommune, fordi Hadsten er den største by. Konkurrencen gav politikerne valget mellem flere navne, herunder Lilleå Kommune, Søhøjlandets Kommune og Favrskov Kommune, hvor sidstnævnte, opkaldt efter hovedgården Favrskov nær Hadsten, blev valgt. Hadsten Kommune indgik derfor i Favrskov Kommune pr. 1. januar 2007. Hadstens borgmester Anders G. Christensen fortsatte som borgmester efter sammenlægningen.